# Forchheim (Baviera)
Forchheim è una città tedesca situata nel land della Baviera.

## Amministrazione

### Gemellaggi
- Broumov
- Gherla
- Le Perreux-sur-Marne
- Pößneck
- Roppen
- Rovereto
- Lavis